# Districte administratiu d'Oberaargau
El Districte administratiu de l'Oberaargau o Alta Argòvia és un dels 10 Districtes administratius del Cantó de Berna a Suïssa.
Es tracta d'un districte germanòfon i com la resta fou creat el dia 1 de gener de 2010 a partir de tres antics districtes, concretament el de Wangen, el d'Aarwangen i municipis dels de Trachselwald.
El municipi de Wangen an der Aare és el cap del nou districte, que compta amb un total de 50 municipis i una població de 76485 habitants (a 31 de desembre de 2008), per a una superfície de 353,8 km².

## Llista de municipis
| Escut                    | Municipi                 | Habitants (31 de desembre de 2008) | Superfície en km² |
| ------------------------ | ------------------------ | ---------------------------------- | ----------------- |
| Aarwangen                | Aarwangen                | 4250                               | 9.9               |
| Attiswil                 | Attiswil                 | 1316                               | 7.7               |
| Auswil                   | Auswil                   | 463                                | 4.6               |
| Bannwil                  | Bannwil                  | 659                                | 4.8               |
| Berken                   | Berken                   | 49                                 | 1.4               |
| Bettenhausen             | Bettenhausen             | 480                                | 2.0               |
| Bleienbach               | Bleienbach               | 665                                | 5.7               |
| Bollodingen              | Bollodingen              | 223                                | 2.0               |
| Busswil bei Melchnau     | Busswil bei Melchnau     | 195                                | 2.8               |
| Eriswil                  | Eriswil                  | 1373                               | 11.3              |
| Farnern                  | Farnern                  | 201                                | 3.7               |
| Gondiswil                | Gondiswil                | 725                                | 9.4               |
| Graben                   | Graben                   | 302                                | 3.2               |
| Heimenhausen             | Heimenhausen             | 990                                | 5.9               |
| Hermiswil                | Hermiswil                | 97                                 | 23.4              |
| Herzogenbuchsee          | Herzogenbuchsee          | 6525                               | 9.8               |
| Huttwil                  | Huttwil                  | 4690                               | 17.3              |
| Inkwil                   | Inkwil                   | 637                                | 3.4               |
| Kleindietwil             | Kleindietwil             | 86                                 | 2.7               |
| Langenthal               | Langenthal               | 14944                              | 17.3              |
| Leimiswil                | Leimiswil                | 412                                | 4.6               |
| Lotzwil                  | Lotzwil                  | 2431                               | 6.2               |
| Madiswil                 | Madiswil                 | 2150                               | 15.8              |
| Melchnau                 | Melchnau                 | 1531                               | 10.4              |
| Niederbipp               | Niederbipp               | 3942                               | 17.5              |
| Niederönz                | Niederönz                | 1506                               | 2.8               |
| Oberbipp                 | Oberbipp                 | 1545                               | 8.5               |
| Obersteckholz            | Obersteckholz            | 388                                | \|3.9             |
| Ochlenberg               | Ochlenberg               | 593                                | 12.1              |
| Oeschenbach              | Oeschenbach              | 263                                | 3.9               |
| Reisiswil                | Reisiswil                | 184                                | 2.0               |
| Roggwil                  | Roggwil                  | 3786                               | 7.8               |
| Rohrbach                 | Rohrbach                 | 1391                               | 4.1               |
| Rohrbachgraben           | Rohrbachgraben           | 423                                | 6.5               |
| Rumisberg                | Rumisberg                | 484                                | 5.2               |
| Rütschelen               | Rütschelen               | 559                                | 4.0               |
| Schwarzhäusern           | Schwarzhäusern           | 473                                | 3.7               |
| Seeberg                  | Seeberg                  | 1361                               | 15.8              |
| Thörigen                 | Thörigen                 | 1016                               | 4.5               |
| Thunstetten              | Thunstetten              | 2970                               | 9.7               |
| Ursenbach                | Ursenbach                | 931                                | 9.2               |
| Walliswil bei Niederbipp | Walliswil bei Niederbipp | 215                                | 1.4               |
| Walliswil bei Wangen     | Walliswil bei Wangen     | 572                                | 3.1               |
| Walterswil               | Walterswil               | 558                                | 7.9               |
| Wangen an der Aare       | Wangen an der Aare       | 2033                               | 5.2               |
| Wangenried               | Wangenried               | 393                                | 2.9               |
| Wiedlisbach              | Wiedlisbach              | 2179                               | 7.5               |
| Wolfisberg               | Wolfisberg               | 194                                | 2.4               |
| Wynau                    | Wynau                    | 1560                               | 5.1               |
| Wyssachen                | Wyssachen                | 1172                               | 11.8              |
|                          | Total: 50                | 76.485                             | 353,8             |